# Иероним (Фармаковский)
Епископ Иероним (в миру Иван Степанович Фармаковский или Формаковский, при рождении носил фамилию Полетаев; 1732, село Манаково, Казанская губерния — 3 (14) августа 1783, Владимир) — епископ Русской православной церкви, епископ Владимирский и Муромский, ректор Казанской семинарии.

## Биография
Родился в 1732 году или в 1735-м в селе Манаково Симбирского уезда Симбирской губернии (ныне Большеигнатовский район, Мордовия) в семье
дьячка Стефана Якимовича Полетаева.
В 1747 году поступил в Казанскую духовную семинарию, где и получил свою фамилию. В 1754 году по окончании семинарии определён в ней учителем и в течение 11 лет трудился в этой должности. Впоследствии был профессором и ректором.
В 1762 году в Спасо-Преображенском монастыре был пострижен в монашество с именем Иероним, затем епископом Казанским и Свияжским Гавриилом (Кременецким) рукоположён во иерея. Был зачислен в братию Феодоровского монастыря города Казани, оставаясь преподавателем семинарии.
8 апреля 1765 года назначен префектом семинарии, одновременно возведён в сан игумена и назначен настоятелем казанского Введенского Кизического монастыря.
22 января 1766 года возведён в сан архимандрита, назначен ректором Казанской духовной семинарии и настоятелем Преображенского монастыря в Казанском кремле.
1 июня 1767 года переведён настоятелем Свияжского Успенского монастыря и освобождён от ректорства в семинарии.
25 декабря 1770 года хиротонисан во епископа Владимирского и Муромского. Заботился о просвещении духовенства. При нём был осуществлён внутренний ремонт Успенского кафедрального собора во Владимире с устройством нового иконостаса в стиле барокко. 15 августа 1778 года освятил Успенский собор Саровской пустыни.
Один из хороших проповедников эпохи Екатерины II. Из проповедей его напечатаны лишь пять, в том числе две на открытие Владимирского наместничества. Несколько писем его напечатаны в «Описании Саровской пустыни» (М., 1853).
Скончался 3 августа 1783 года. Погребён во Владимирском кафедральном Успенском соборе.

## Сочинения
- Слово, сказанное в Муроме, при открытии Владимирского наместничества. — М., 1778, 1779, 1786.
- Слово при освящении вновь построенного храма в Саровской пустыни. — М., 1778,1779,1786.
- Несколько писем в Саровскую пустынь // Авель, иеромонах. Общежительная Саровская пустынь и достопамятные иноки, в ней подвизавшиеся. — М., 1853.